# Guadalupe Yosocani
Guadalupe Yosocani är en ort i Mexiko.   Den ligger i kommunen San Lorenzo och delstaten Oaxaca, i den sydöstra delen av landet, 400 km söder om huvudstaden Mexico City. Guadalupe Yosocani ligger 278 meter över havet och antalet invånare är 348.
Terrängen runt Guadalupe Yosocani är kuperad åt nordväst, men åt sydost är den platt. Runt Guadalupe Yosocani är det ganska tätbefolkat, med 96 invånare per kvadratkilometer. Närmaste större samhälle är Santiago Jamiltepec, 17,5 km söder om Guadalupe Yosocani. Omgivningarna runt Guadalupe Yosocani är huvudsakligen savann.